# 広報
広報（こうほう、英: public relations; PR、パブリック・リレーションズ）は、主体と公衆の望ましい関係を構築する営みである。

## 概要
商業的な、営利企業の広報活動は、情報を発信する側がメディアにお金を支払う必要のない宣伝を意味する（上記のPR(Public Relationship)の導入時の概念は行政中心の認識に終わり、営利企業とは距離があった）。メディアは情報を取り上げるかどうかは判断するが、メディアを介さずとも市民へと情報が伝達されることもある。極端に言えば、宣伝的な活動をタダでする、ということである。広告は広告主が事前に枠を買うので莫大な出資が必要となり、それ故広告不掲載は「メディアが仕事を全うしてない」こととなり非難の対象となるが、広報においてはメディアが記事を取り上げないとしても非難はされない(その後の関係にヒビが入ることはある)。ちなみに企業がブランドWEBページを製作して宣伝を行う行為は基本的に広報に分類される。テレビCMなどは広告に分類されるが、同じテレビでも、番組内で取材を受けたり商品をアピールするために出演協力を行うことなどは広報に分類される。
ここで注意すべきは、広報(PR)は、単なる情報配信のみならず、それに対する反響や意見を含むものであるという点である。したがって、情報配信に対する効果測定や「お客様相談室」などによる聞き取り、アンケート調査などは、概念的にはひろく広報に含まれる。
企業では広告、CMなどを扱う宣伝部門と同じ部署だったり、広報担当でも商品担当と企業担当で分かれるなど、企業によって位置づけは異なる。広報担当をテレビ番組などに出演させて、企業の知名度を上げていく手法を取る企業もある（例：ライブドアなど）。また、官庁などでは上述の経緯から、広報・広聴は一体的に取り扱われる場合が多い。

## 定義
日本広報学会は2023年に「広報」を次のように定義した：

### 広報と広告の関係
広告と混同されることがあるが、広告が新聞や雑誌、テレビなどの広告枠を買って商品や企業の宣伝を行うことであるのに対し、広報とは情報を受発信することで、新聞や雑誌などの媒体に記事として取り上げてもらったり、従業員や株主、消費者などのステークホルダーに活動内容などを理解してもらうことを含む。発信側では情報戦、心理戦の一手段として捉える場合もある。

## 情報発信の手段
- 記者会見

新商品や業績の発表の際には、記者に出席してもらい記者会見を行うことがある。記者に情報を伝えることで新聞や雑誌などに記事として取り上げてもらい、結果として情報を広く発信することが目的となる。各省庁や証券取引所には記者クラブがあることが多く、また民間でも自動車産業記者会とか重工業倶楽部といった業種別の記者クラブが存在する。それら記者クラブの会議室を使用することが多い（「レクつき会見」と呼ばれる）が、社内の会議室を使用したり、大きな発表の場合にはホテルなどの会場を用意して行うこともある。珍しい場所としては、シャープが調理器具の新製品の発表を行った際に、料理学校の教室を使用したケースがあった。
不祥事が発生した際の謝罪会見も立派な広報活動のひとつであり、正確な情報や今後の対応策などを発信することで、企業のダメージを最小限に抑えることが目的となる。
- 記者クラブなどでの資料配布

各省庁や証券取引所に設置された記者クラブには、資料を配布するためのスペースがある。上場企業の場合には株価に影響を与える情報もあるため、特に「重要事項」と呼ばれる、証券取引所の適時開示規則で開示が定められている内容にかかわる発表は、証券取引所の取引が終了した後に配布する例がいまでも多く見られる。しかし、東京証券取引所の適時開示規則では、取引中の開示を薦めている。最近は、場外の取引や夜間取引なども行われており、必ずしも取引終了時刻の午後3時以降である必然性がなくなったからである。
- 新聞社や雑誌社に直接FAXやメールを送信

単に記者会見や資料を配布することで記事になることを期待するのではなく、積極的に記事として取り上げてくれそうなマスコミに直接、プレスリリースなどをFAXやメールで送信することもある。
- ウェブサイト

企業や行政のウェブサイト上に情報を掲示するための機能を持たせ、そこで様々な情報発信を行う。上場企業の場合には新着情報などとは別に、決算資料や中期経営計画などの資料を掲示しているケースが多い。
- 社内報

社内向けに情報発信を行うことも立派な広報活動のひとつである。企業規模が大きくなると社内の統一感などが形成されにくいことから、社内情報の共有化やコミュニケーションツールとして活用されている。社内イントラネットの普及から紙媒体ではなく電子媒体を利用する企業もある。グループ企業が多くなると、社内報とは別にグループ報などを作成するケースもある。
- 株主総会

株主に対しての情報発信も広報活動のひとつと考えられる。直接一般の株主と経営陣が接することが出来る少ない機会であることから、最近は株主総会にも力を入れている企業が多い。
- 会社説明会

最近は決算発表の後に、機関投資家向けの説明会を開催する企業が増えている。決算発表の数字を更に細かく分析した資料を作成して、決算内容や今後の見通しなどの説明を行う。企業によっては一般投資家との公平性を考慮して、配布した資料を自社のウェブサイト上に掲載しているところもある。
大きな会場では詳細の質疑応答に時間的制約があるため、直接各企業を訪問して個別に説明会を開催するケースもある。外資の持ち株比率が高い企業では、海外進出をしていなくても説明先の範囲が海外に及んだり、英語版の資料を作成している場合がある。機関投資家だけではなく、一般投資家向けの説明会を開催する企業もある。

## ファッション・ブランド業界
- ファッションや化粧品業界のブランド企業などの広報担当者は「プレス」と呼ばれ、キャリアウーマンのイメージからか、女性の憧れる職業にあげられることが多い。

## 芸能界
- 日本の芸能界は、芸能事務所が身の回りの世話から仕事の斡旋を行っている。しかし、主にハリウッドでは、マネージャー、スタイリスト、弁護士、税理士などと個々に契約する。その中に広報（パブリシスト）も含まれている。このパブリシストが、仕事の管理、ギャラ交渉など、日本の芸能事務所側が行っている業務を行っている。この広報次第でトップスターになるか、逆に人気暴落を招く場合もあるため、パブリシストとの契約は1番慎重に行わなければならない[5]。

## 歴史
戦前は主に「弘報」が使われており、これは情報の配信のみを意味していたが、戦後GHQによりPR(Public Relationship)の概念が導入され、対日民主化政策の一環として「行政の民主的運営のためのPR」の導入が推進されるようになると、CIEO(Civil Information Education Office: 市民情報啓発室）やPRO（Public Relations Office: 広報室）が中央官庁や自治体に設置されるようになり、それまでの一方向的な「弘報」にかわり、双方向的な広報が普及するようになった。